# 高邮湖

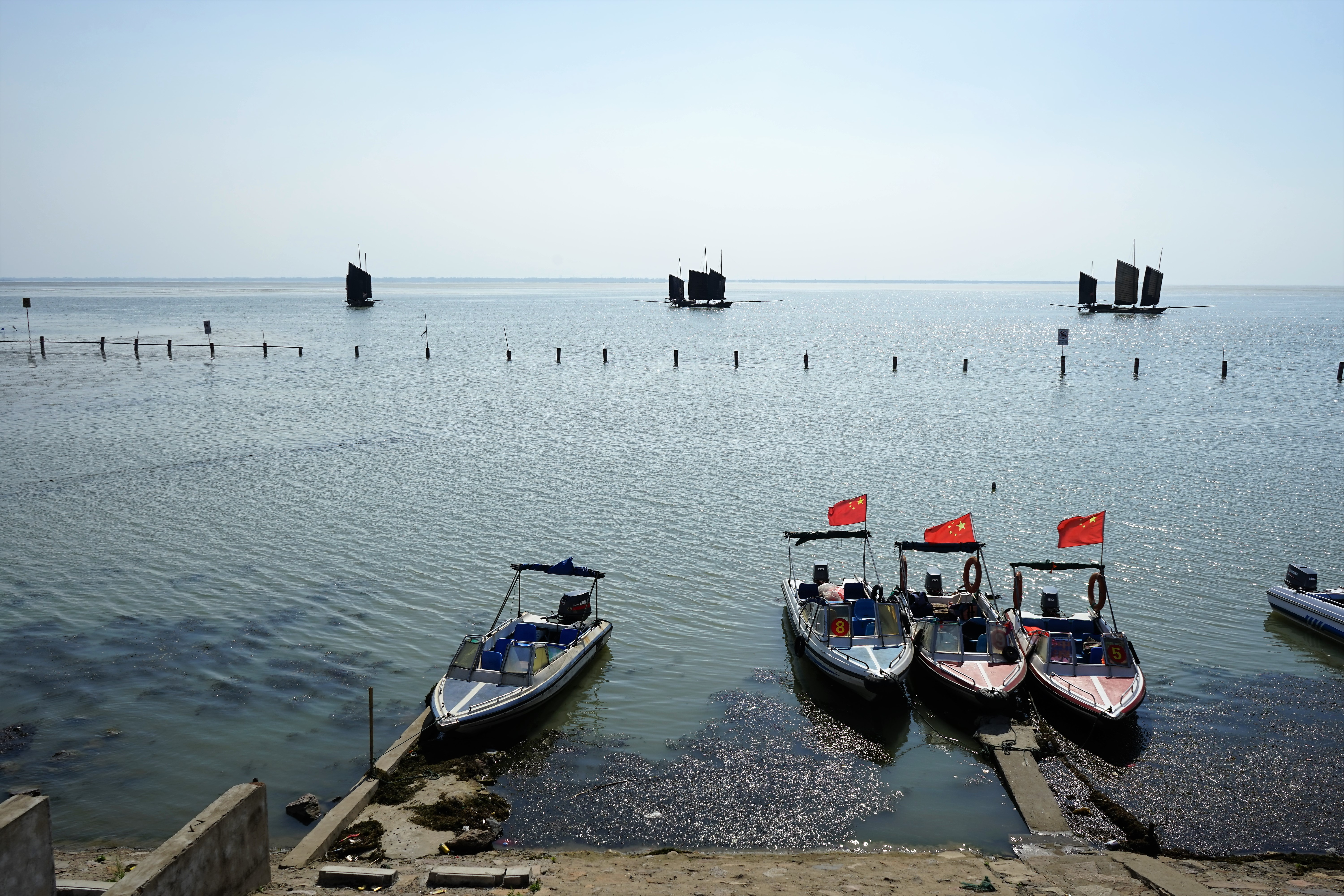

高邮湖又称璧瓦湖、珠湖，位于中国江苏省扬州市高邮市，淮安市金湖县，安徽省天长市交界处，水域总面积为760.67平方公里（高邮市境内392.82平方公里，占总面积的55.32％;天长市境内有40%水域），水位5.55米时，水面积648平方公里、苇滩和堤坝面积112.67平方公里。
高邮湖属浅水型湖泊，属于淮河入江水道。南侧以新民滩（8.8公里长、6.7公里宽，滩面高程4.76米）为界进入邵伯湖，汛期漫水使高邮湖、邵伯湖湖连为一片。冬春期控制蓄水。
高邮湖是江苏省第三大湖。
湖内主要生物有蟹类、青鱼、野鸭等生物。
高邮湖正常蓄水位5.7～5.9米，相应容积9.3亿立方米左右。高邮湖警戒水位8.4m。高邮湖设计洪水位9.5米，相应容积37.7亿立方米。

## 名称由来
宋朝时，为增加漕运水源筑堤界水，湖面增多，明洪武初年，出现了高邮湖一名。沈括《夢溪筆談》中记载嘉祐中，高邮湖曾现珠光，故后人又称之为珠湖。

## 航道
邮天线省际航道：运西船闸至安徽省天长市白塔河航道：湖区段属于江苏省16.7km，安徽省18km，原为六级航道，按照500吨级四级航道标准整治。1985年建成高邮运西（珠湖）船闸，设计年船舶通过量300万吨；同时封闭民国时期建造的高邮老船闸。
邮金线：高邮—金湖航道长12.72km。

## 历史
1931年特大洪水，高邮湖最高水位9.46m。1954年大洪水，高邮湖最高水位9.38m。1991年洪水，高邮湖最高水位9.27m。
为保高邮湖水位，1962年开始，在高邮湖和邵伯湖之间陆续修建了7座漫水闸，自西向东分别为
- 杨庄闸(1970年)
- 毛港闸（1968年）
- 新港闸（1968年）
- 老王港闸（1962年）
- 新王港闸（1972年）
- 庄台闸（1972年）：位于新民滩的河港上，共26孔，其中小型水力发电孔1孔，孔宽2米，现已封堵废弃；节制闸孔25孔，单孔净宽4米，总净宽100米。1973年5月建成。被水利部评价为四类闸。拆除重建新闸17孔，单孔净宽6.0米，总净宽102米，设计流量350立方米/秒，总投资3764万元。
- 湖滨漫水闸（1992年）

最终形成了“七闸七坝一围堰”的高邮湖6.5m高程控制线，全长11.5km，共155孔，闸门顶高程6.0米，最大泄洪量2000立方米/秒可保证不漫滩。高邮湖水位超过6.0米时，漫水闸开启漫滩行洪；正常年景及大水年份冬春季节，通过漫水闸的启闭控制高邮湖蓄水位在5.7米-6.0米。两湖最大蓄水量10亿立方米，为补给两湖周边苏皖两省市140万亩农田灌溉用水和扬州市城区供水。90年代为方便湖两岸居民通行的漫水公路建成通车。